# Byngaren
Byngaren är en sjö i Valdemarsviks kommun i Östergötland och ingår i Söderköpingsåns huvudavrinningsområde. Sjön har en area på 1,13 kvadratkilometer och ligger 28,3 meter över havet. Sjön avvattnas av vattendraget Söderköpingsån (Gusumsån).

## Delavrinningsområde
Byngaren ingår i det delavrinningsområde (646196-154208) som SMHI kallar för Utloppet av Byngaren. Medelhöjden är 54 meter över havet och ytan är 11,56 kvadratkilometer. Räknas de 14 avrinningsområdena uppströms in blir den ackumulerade arean 300,64 kvadratkilometer. Avrinningsområdets utflöde Söderköpingsån (Gusumsån) mynnar i havet. Avrinningsområdet består mestadels av skog (62 procent) och jordbruk (20 procent). Avrinningsområdet har 1,13 kvadratkilometer vattenytor vilket ger det en sjöprocent på 9,8 procent.